# Salix floridana
Salix floridana es una especie de sauce perteneciente a la familia de las salicáceas. Es nativa del sureste de los Estados Unidos el norte de Florida y sudeste de Georgia.

## Descripción
Es un  arbusto o pequeño árbol de hoja caduca que alcanza un tamaño de 6 m de altura. La hojas son alternas, de 5-15 cm de largo y 2.5 cm de ancho, con un margen muy finamente dentado, de color verde por el haz y más pálido por el envés, con pelos cortos de color blanquecino. Las flores son producidas en amentos en primavera, antes de que aparezcan  las hojas nuevas, es dioica, con amentos masculinos y femeninos en plantas separadas. Los amentos masculinos son de 4-5.5 cm de largo, y los femeninos de 5-7.5 cm de largo.

## Taxonomía
Salix floridana fue descrita por Alvan Wentworth Chapman y publicado en Flora of the southern United States 430, en el año 1860.
Etimología
Salix: nombre genérico latino para el sauce, sus ramas y madera.
floridana: epíteto geográfico que alude a su localización en Florida.